# Túnel Anton Anderson
El túnel de Antón Anderson es un túnel a través de la montaña de Maynard, ligando el sur de la carretera de Seward de Anchorage, a la comunidad relativamente aislada de Whittier, Alaska. 
Es parte de la carretera del glaciar de Portage y, con una longitud de 4.050 metros (13.300 pies), es el segundo túnel de carretera más largo y el túnel combinado de carril y carretera más largo de Norteamérica. 
El túnel original fue terminado en 1943 y utilizado para el tráfico del ferrocarril. A mediados de los años sesenta, el ferrocarril de Alaska comenzó a ofrecer un servicio de lanzadera para los automóviles, similar al auto tren de Amtrak, que permitió que los vehículos condujeran encendido a los coches que se transportaran entre Whittier y la ciudad anterior de Portage. Mientras que el tráfico a Whittier aumentó, la lanzadera llegó a ser escasa, conduciendo en los años 1990 a un proyecto para convertir el túnel existente del ferrocarril en un monocarril, una carretera de combinación y un túnel de ferrocarril.
La construcción en este proyecto comenzó en septiembre de 1998, y el túnel combinado fue abierto el 7 de junio de 2000. Debido a que el tráfico eastbound, el tráfico del westbound, y el ferrocarril de Alaska deben compartir el túnel, a menudo hay que esperar 20 minutos o más para entrar en él. Según lo reflejado en la web del departamento de transportes de Alaska, se considera actualmente "el túnel más largo de ferrocarril-carretera en Norteamérica". El túnel tiene el título del túnel más largo del camino de Norteamérica (en casi 4 kilómetros, 2,5 millas) hasta la terminación 3.5 del túnel de un estado a otro de la milla (los 5,6 km) 93 como parte del proyecto del "empuje grande" en Boston, Massachusetts. Era un recipiente 2001 de una concesión excepcional del logro del ingeniero civil de la sociedad americana de ingenieros civiles.